# Vince Staples
Vince Staples (Long Beach, Kalifornija, SAD, 2. srpnja 1993.) je američki reper i tekstopisac. On je član hip-hop sastava Cutthroat Boyz zajedno s Joey Fattsom i Aston Matthewsom. Vince je također poznat kao bliski suradnik grupe Odd Future, točnije Mike G-ja i Earl Sweatshirta. Staples trenutno ima potpisan ugovor s diskografskim kućama Def Jam Recordings, ARTium Recordings i Blacksmith Records. Kao reper se istaknuo preko gostujućih izvedbi na albumima članova grupe Odd Future. Svoj prvi projekt Shyne Goldchain Vol. 1 objavio je u prosincu 2011. godine. U sljedeće tri godine objavio je još tri mksana albuma, a to su Winter In Prague zajedno s producentom Michaelom Uzowuruom, Stolen Youth s Macom Millerom i Shyne Goldchain Vol. 2. U listopadu 2014. godine objavio je svoj prvi EP Hell Can Wait. Prvi studijski album Summertime '06 objavljuje u lipnju 2015. godine koji je pozitivno ocjenjen od strane kritike. Te godine je također bio izabran kao dio "2015 Freshman Class" XXL.

## Diskografija

### Studijski albumi
- Big Fish Theory (2017.)
- Summertime '06 (2015.)

### EP-ovi
- Prima Donna (2016.)
- Hell Can Wait (2014.)

### Miksani albumi
- Shyne Goldchain Vol. 1 (2011.)
- Winter In Prague (2012.) (zajedno s Michaelom Uzowuruom)
- Stolen Youth (2013.) (zajedno s Larryjem Fishermanom)
- Shyne Goldchain Vol. 2 (2014.)